# Cylindrocarpon obtusisporum
Cylindrocarpon obtusisporum är en svampart som först beskrevs av Cooke & Harkn., och fick sitt nu gällande namn av Hans Wilhelm Wollenweber 1916. Cylindrocarpon obtusisporum ingår i släktet Cylindrocarpon och familjen Nectriaceae.   Inga underarter finns listade i Catalogue of Life.